# Tomasz Miedziński
Tomasz Miedziński, pierwotnie Tewie Szwach (ur. 30 kwietnia 1928 w Horodence, zm. 16 lipca 2024 w Warszawie) – polski działacz środowisk represjonowanych i kombatantów żydowskich z okresu II wojny światowej.

## Życiorys
W latach 1962–1988 pracował w szkolnictwie wyższym. Przez wiele lat był wiceprzewodniczącym, a od 2004 do 2018 pełnił funkcję przewodniczącego Stowarzyszenia Żydów Kombatantów i Poszkodowanych w II Wojnie Światowej. Od 2006 był wiceprzewodniczącym Prezydium Polskiej Unii Ofiar Nazizmu. Zasiadał w Radzie Fundacji „Polsko-Niemieckie Pojednanie”. Wchodził w skład Kolegium Społecznego Muzeum Historii Żydów Polskich Polin w Warszawie.
W czerwcu 2005 za wybitne zasługi w działalności kombatanckiej został odznaczony Krzyżem Komandorskim Orderu Odrodzenia Polski. W 2005 odznaczony również izraelskim Medalem 60-lecia zakończenia II Wojny Światowej.